# Kathryn Hartman
Kathryn Hartman es una actriz australiana, más conocida por haber interpretado a Sally Clements en la serie McLeod's Daughters.

## Biografía
En 1996 se graduó de la prestigiosa escuela National Institute of Dramatic Art "NIDA" con una licenciatura en artes escénicas "actuación".
Es buena amiga de la actriz australiana Rachel Gordon.

## Carrera
Kathryn ha aparecido en varias series de televisión y obras de teatro.
Su primera participación en series de televisión la obtuvo en 1998, cuando interpretó a Leah en la serie Wildside.
En 2000 interpretó a Catherine Malakoff en dos episodios de la serie policíaca Water Rats. Ese mismo año interpretó a una policía en la película The Monkey's Mask; también participó en la serie policíaca Murder Call, donde dio vida a Lisa Herriman. En 2002 apareció en la aclamada serie australiana Mcleod's Daughters, donde interpretó al personaje recurrente Sally Clements hasta 2006.
Desde 2000 hasta 2006, apareció en la exitosa serie australiana All Saints, donde interpretó a tres personajes diferentes. En 2008 y 2009, apareció de nuevo en la serie, interpretando a Roz Bracey.
El 18 de febrero de 2013, apareció como personaje invitado a la popular serie australiana Home and Away, donde interpretó a Tanya Osbourne hasta el 19 de febrero del mismo año. El 16 de abril de 2015, Kathryn regresó nuevamente a la serie. Finalmente regresó nuevamente en mayo de 2016 y se fue el 31 de mayo del mismo año. Anteriormente Hartmann había aparecido por primera vez en la serie en 2002, cuando interpretó a Ruth durante el episodio #1.3248.

## Filmografía

### Series de televisión
| Año              | Título             | Personaje          | Notas                       |
| ---------------- | ------------------ | ------------------ | --------------------------- |
| 2016             | Love Child         | Denise             | episodio # 3.1              |
| 2013, 2015, 2016 | Home and Away      | Tanya Osborne      | 12 episodios                |
| 2008 - 2009      | All Saints         | Roz Bracey         | 2 episodios                 |
| 2002 - 2006      | Mcleod's Daughters | Sally Clements     | 23 episodios                |
| 2000             | Murder Call        | Lisa Herriman      | episodio "House of Spirits" |
| 2000             | Water Rats         | Catherine Malakoff | 2 episodios                 |
| 1998             | Wildside           | Leah               | episodio # 1.23             |

### Películas
| Año  | Título            | Personaje          | Notas                                              |
| ---- | ----------------- | ------------------ | -------------------------------------------------- |
| 2000 | The Monkey's Mask | Oficial de Policía | junto a Kelly McGillis, Marton Csokas & John Noble |